# Luise Walker
Luise Walker (Wenen, 9 september 1910 – Wenen, 30 januari 1998) was een Oostenrijkse klassiek gitariste en componiste.
Luise Walker, Ida Presti en María Luisa Anido worden algemeen beschouwd als de drie grootste vrouwelijke klassieke gitaristen van de twintigste eeuw. Al vanaf jeugdige leeftijd maakte Luise Walker furore als gitariste op concertpodia. Leermeesters voor Luise Walker waren Josef Zuth en Jacob Ortner, bij wie zij studeerde aan de Wiener Musikhochschule. Latere leermeesters waren Heinrich Albert, Miquel Llobet, Emilio Pujol en Andrés Segovia. Vanaf 1940 was zij zelf als professor met een gitaarklas verbonden aan de Wiener Musikhochschule. Een van de bekendste composities van Luise Walker voor klassiek gitaar is Kleine Romanze. In 1989 werd haar autobiografie, Ein Leben mit der Gitarre, gepubliceerd.